# Somontín
Somontín er en by og kommune i det sydøstlige Spanien i provinsen Almería. Den har et indbyggertal på 524 (2024) indbyggere.